# Bernardino d'Asti
Bernardino d’Asti (Bernardinus Palladius, Bernardino Palli, Bernardino Pallido - né au château de Rinco près d’Asti vers 1484, mort à Rome en 1557), dit « le Père de l'Ordre des Capucins », fut trois fois (1535-1538, 1546-1552) vicaire général de l'Ordre des franciscains. Après la déchéance de Ludovico da Fossombrone, il remania les constitutions franciscaines afin de rétablir l'orthodoxie de doctrine, recentrant l’étude et la prédication sur la signification du sacrifice du Christ et l'importance spirituelle de la charité.

## Biographie
Bernardo est un fils du comte Bonifacio Palli. De sa jeunesse nous savons seulement qu'il se consacra à l'étude des classiques et qu’à quinze ans ses parents l’envoyèrent à Rome compléter ses études (peut-être afin d'en faire un homme de cour ou un diplomate). C'est au cours de ces années romaines que Bernardin prit la décision de se consacrer à la vie religieuse et qu'en 1499 il rejoignit l’Observance mineure, et fut choisi, pour sa piété et sa culture, premier délégué de l'Ordre pour la province de Rome. Vers la fin de l’année 1533, il rejoignit les rangs des capucins en même temps que Giovanni da Fano, Bernardino Ochino et quelques autres ; on en ignore la raison. Ce fut sans doute au cours de son séjour parmi les Frères de l’Observance Mineure qu’il devint bachelier en théologie, et sa réputation de connaisseur de la philosophie de Duns Scot est bien attestée dès cette époque des chroniqueurs contemporains.
Envoyé à Pérouse où Louis de Fossombrone venait d'être démis de ses fonctions, Bernardin fut élu en 1535 comme successeur en tant que vicaire général. Avec l’accord du chapitre, il rédigea une nouvelle série de constitutions, avec la collaboration, entre autres, de Giovanni da Fano et Bernardino Ochino.
Ces constitutions de 1536 comportent, par rapport à celles de 1529, quelques modifications. Elles maintiennent en vigueur les prescriptions touchant la vie monastique, le logis et l’habit. La règle devait être observée à la lettre, mais les papes demandèrent un commentaire de la règle. D’importants développements sont consacrés au contenu de la prédication et à l’étude des textes. Parmi les lectures et les textes d’édification figurent les écrits de saint Bonaventure, les Fioretti et les Conformités ; sont proscrits les « livres inutiles des Gentils, qui rendent l’Homme plus païen que chrétien (libri inutili de gentili, li quali più presto fanno l'homo pagano che christiano). » La restauration des études consistait à mettre en garde les frères d’éviter les « connaissances futiles » (gonfiativa scienza) et à leur faire rechercher, au contraire, la « lumière et la flamme de la charité qui grandissent l’homme (illuminativa et infiammativa di charita, la qual edifica). » Les prêtres ne devaient rien prêcher d'autre que le Christ crucifié. Ils devaient s’appuyer sur les Saintes Écritures et surtout le Nouveau Testament pour prêcher la pénitence. Les dispositions de ces constitutions visaient à lutter contre les dangers d’émergence de courants hérétiques au sein de l'Ordre.
Au cours de ses trois années de vicariat, Bernardin d'Aste fut nommé définiteur, custode de Rome et procureur général (1538). En 1546 il fut élu vicaire général pour la deuxième fois. De cette seconde période de vicariat il nous reste une lettre aux frères de la province de Saint Angelo, où il les exhorte à la prière et à la pauvreté. Il participa au concile de Trente (14 juillet 1546), et y tint un discours sur le premier stade de la justification.
À l'issue du concile, il tenta de réorganiser les études de l’Ordre et d’instituer à Milan un séminaire général, mais Frans Titelmans, alors professeur de l’université de Louvain, refusa d'en prendre la direction, et le projet échoua. En 1549, Bernardin d'Aste fut élu vicaire général pour la troisième fois. Il composa son Judicium de Minoritarti Pallii usu, consacré à la bure des frères capucins, en 1550. De 1555 à sa mort en 1557 il enseigna la théologie à Rome.

## Œuvres
- (la) Orationum spiritualium…,Milan, 1535
- (la) Litterae P. Bernardini Astensis Generalis Ordinis nostri ad Fratres Provinciae Sancti Angeli, in Analecta Ordinis min. capuccinorum, XXIV, 1 (1908), pp. 20-21
- (la) Judicium de Minoritani Pallii usu (cité sans autre indication par Bernard de Bologne, Bibliotheca..., p.46).